# Apanteles persephone
Apanteles persephone är en stekelart som beskrevs av Nixon 1965. Apanteles persephone ingår i släktet Apanteles och familjen bracksteklar. Inga underarter finns listade i Catalogue of Life.